# Championnat de France féminin de handball 1972-1973
Navigation
Saison 1971-1972 Saison 1973-1974
Le championnat de France féminin 1972-1973 est la 22e édition du plus haut niveau de handball en France. 
Le titre de champion de France de Nationale 1 est remporté pour la première et unique fois par l'ASU Lyon.

## Première phase
- P : Promu d'Excellence en début de saison (incomplet).
- Qualifié pour les demi-finales
- Relégation

Le classement final des deux poules est: 

### Poule A
|   | Équipe                | Pts | J  | G  | N | P  | Bp  | Bc  | Diff |
| - | --------------------- | --- | -- | -- | - | -- | --- | --- | ---- |
| 1 | Bordeaux EC           | 39  | 14 | 12 | 1 | 1  | 186 | 124 | 62   |
| 2 | SNUC Atlantique       | 33  | 14 | 9  | 1 | 4  | 138 | 122 | 16   |
| 3 | US Ivry               | 31  | 14 | 9  | 0 | 4  | 167 | 117 | 50   |
| 4 | Stade Pessacais UCT   | 28  | 14 | 6  | 2 | 6  | 137 | 108 | 29   |
| 5 | Stella Saint-Maur     | 27  | 14 | 6  | 1 | 7  | 144 | 125 | 19   |
| 6 | Lille Université Club | 25  | 14 | 5  | 1 | 8  | 137 | 153 | -16  |
| 7 | US Vendôme            | 24  | 14 | 5  | 0 | 9  | 137 | 174 | -37  |
| 8 | AS Le Chesnay         | 16  | 14 | 1  | 0 | 13 | 71  | 194 | -123 |

### Poule B
|   | Équipe                 | Pts | J  | G  | N | P  | Bp  | Bc  | Diff |
| - | ---------------------- | --- | -- | -- | - | -- | --- | --- | ---- |
| 1 | ES Colombes            | 36  | 14 | 10 | 2 | 2  | 146 | 98  | 48   |
| 2 | ASU Lyon               | 35  | 14 | 9  | 3 | 2  | 117 | 86  | 31   |
| 3 | Stade français         | 34  | 14 | 10 | 0 | 4  | 115 | 71  | 44   |
| 4 | Paris UC               | 33  | 14 | 9  | 1 | 4  | 134 | 130 | 4    |
| 5 | ASPTT Strasbourg P     | 28  | 14 | 7  | 0 | 7  | 112 | 100 | 12   |
| 6 | AL Echirolles          | 26  | 14 | 5  | 2 | 7  | 84  | 96  | -12  |
| 7 | Stade Marseillais UC P | 18  | 14 | 2  | 0 | 12 | 104 | 155 | -51  |
| 8 | ES bisontine           | 14  | 14 | 0  | 0 | 14 | 77  | 153 | -76  |

## Phase finale

### Demi-finales
Les résultats ne sont pas connus.

### Finale
En finale, l'ASU Lyon prend un excellent départ et mène 5-0 au bout de 7 minutes. L'ES Colombes, en changeant notamment sa défense, réussit à arrêter l'hémorragie et revient à 5 à 2 à la 13e minute. Un seul but est ensuite marqué et les deux équipes atteignent la mi-temps sur un score de 6-2. Dès le retour des vestiaires, l'ASUL marque un nouveau but et obtient un penalty pour le 8-2. Le tir est arrêté et Colombes ne s'avoue pas vaincu : entre la 37e et la 42e minute, les Colombiennes marquent quatre fois et reviennent à un but (7-6). Aucun but ne sera marqué lors des 18 dernières minutes et l'ASU Lyon remporte son premier titre.
| 7 ou 8 avril 1973 | ASU Lyon              | 7 – 6        | ES Colombes                           | Nevers Arbitrage : MM. Rosner et Jaquot |
| 7 ou 8 avril 1973 | Geneviève Stingre (3) | (6-2)        | Marie-Lou Farget, Françoise Bigot (2) | Nevers Arbitrage : MM. Rosner et Jaquot |
| 7 ou 8 avril 1973 | ×1                    | Rapport FFHB | ×1                                    | Nevers Arbitrage : MM. Rosner et Jaquot |